# Olympische Zwischenspiele 1906/Leichtathletik – Kugelstoßen (Männer)
Das Kugelstoßen der Männer bei den Olympischen Zwischenspielen 1906 in Athen wurde am 27. April 1906 entschieden. Den Teilnehmern standen je drei Versuche zur Verfügung, den drei Besten dann weitere drei Durchgänge.

## Rekorde
| Weltrekord         | 15,08 m | USA | Wesley Coe | 1905 |
| Olympischer Rekord | 14,81 m | USA | Ralph Rose | 1904 |

## Ergebnisse
| Platz | Athlet                   | Land         | Weite (m) |
| ----- | ------------------------ | ------------ | --------- |
| 1     | Martin Sheridan          | USA          | 12,32     |
| 2     | Mihály Dávid             | Ungarn       | 11,83     |
| 3     | Eric Lemming             | Schweden     | 11,26     |
| 4     | André Tison              | Frankreich   | 11,02     |
| 5     | Vasilios Papageorgiou    | Griechenland | 11,00     |
|       | Leopold Lahner           | Österreich   | k. A.     |
|       | Franz Solar              | Österreich   | k. A.     |
|       | Josef Wittmann           | Österreich   | k. A.     |
|       | Verner Järvinen          | Finnland     | k. A.     |
|       | Heikki Åhlman            | Finnland     | k. A.     |
| '     | André Désfarges          | Frankreich   | k. A.     |
|       | Karl Kaltenbach          | Deutschland  | k. A.     |
|       | Julius Wagner            | Deutschland  | k. A.     |
|       | Nikolaos Anagnostopoulos | Griechenland | k. A.     |
|       | Ioannis Varanakis        | Griechenland | k. A.     |
|       | István Mudin             | Ungarn       | k. A.     |
|       | Robert Edgren            | USA          | k. A.     |

In Abwesenheit der Favoriten Ralph Rose und Denis Horgan entwickelte sich ein Wettbewerb auf schwachem Niveau. Zudem gab es Irritationen über die vorgeschriebene Stoß- bzw. Wurftechnik.